# Kaerepere
Kaerepere est un petit bourg de la Commune de Kehtna du comté de Rapla en Estonie .
Au 31 décembre 2011, il compte 447 habitants.